# Дариан (Фарс)
Дариа́н, или Дарья́н, или Дариу́н, или Дарлиа́н (перс. داریان‎) — небольшой город на юге Ирана, в провинции Фарс. Входит в состав шахрестана  Шираз. По данным переписи, на 2006 год население составляло 9926 человек.

## География
Город находится в центральной части Фарса, в горной местности юго-восточного Загроса, на высоте 1582 метров над уровнем моря.
Дариан расположен на расстоянии приблизительно 30 километров к востоку от Шираза, административного центра провинции и на расстоянии 690 километров к юго-юго-востоку (SSE) от Тегерана, столицы страны.
Основу экономики города составляет сельскохозяйственное производство, а также ковроткачество.